# Jakob Dont
Jakob Dont (* 2. März 1815 in Wien; † 17. November 1888 in Wien) war ein österreichischer Violinist, Violinpädagoge und Komponist.

## Leben und Wirken
Jakob Dont war ein Sohn des aus Böhmen stammenden Cellisten am Hofoperntheater, Joseph Valentin Dont (1776–1833). Von ihm erhielt Jakob in der Kindheit ersten Violinunterricht.
Am Konservatorium der Gesellschaft der Musikfreunde in Wien war Jakob ein Schüler von Joseph Böhm (1795–1876) und von Georg Hellmesberger senior (1800–1873). Am 1. Oktober 1831 wurde er Mitglied des Hofburgtheater-Orchesters und trat 1834 in die Dienste der Wiener Hofkapelle ein. In dieser Zeit hörte man ihn oft als Solisten. Trotz seines Erfolges entschied er sich gegen eine aufreibende Solistentätigkeit. 1853 wurde er Professor am Pädagogischen Institut Wien. Ab 1871 wirkte Dont am Wiener Konservatorium. Diese Anstellung verließ er, weil man ihm hier die Verwendung seiner eigenen Unterrichtswerke verbot.
Sein kompositorisches Schaffen erstreckte sich hauptsächlich auf innovative pädagogische Werke. Seine 24 Etüden und Capricen Gradus ad parnassum Op. 35 und die 24 Vorübungen zu den Etüden von Rodolphe Kreutzer und Pierre Rode op. 37 gelten noch heute als wichtiges Übungswerk für Violinisten.
1938 wurde die Dontgasse in Wien-Hietzing ihm zu Ehren benannt.